# Lycée Sainte-Marie-de-Nevers
Le lycée Sainte-Marie-de-Nevers est un lycée général, technologique mais aussi professionnel privé sous contrat avec l'état situé à Toulouse, à côté de la basilique Saint-Sernin. Le lycée a été fondé en 1842 par une communauté de Sœurs de la Charité de Nevers. 

## Histoire
En 1676, alors que les guerres de Louis XIV ravagent le Nivernais, Jean Baptiste de Lavenne, religieux qui vivait jusque là dans le faste de la vie mondaine de Paris revient dans sa ville natale de Saint-Saulge. Il se rend alors compte de la détresse des habitants, ruinés par la lourdeur des impôts et par l'entretien des garnisons. Il décide de fonder une congrégation religieuse de femmes, avec comme objectifs le soulagement des maux et le respect des droits (des femmes et des enfants en particulier). 
En 1842, le Cardinal d'Astros, archevêque de Toulouse, désireux d'avoir dans la ville une communauté de Sœurs de la Charité de Nevers, demande alors à la sœur Eléonore Salgues, nouvelle supérieure générale, la création d'une communauté, et en 1849 l'école est finalement ouverte après l'achat de deux maisons rénovées pour l'occasion. L'influence de cette nouvelle école s'étend très vite à toute la ville de Toulouse, et en 1863 le lycée compte 19 sœurs et presque 200 élèves.
Durant la première guerre mondiale, il sera réquisitionné et servira d'hôpital de guerre, et pendant la seconde guerre mondiale, les sœurs gardèrent le lycée ouvert malgré tout, et accueillirent des familles de réfugiés de l'exode, ainsi que des juifs fuyant l'occupant allemand. 
C'est en 1981 que la direction de l'établissement est confiée à des laïcs, qui restent malgré tout sous la tutelle des sœurs. 

## Enseignement

### Secondaire
Le lycée accueille des classes générales, mais aussi des classes de première et terminale technologique, plusieurs baccalauréats professionnels et un CAP. 

#### Général
L'établissement propose les spécialités :
- Histoire-géographie, géopolitique et sciences politiques
- Humanités, littérature et philosophie
- LLCER anglais
- LLCER anglais - monde contemporain
- Mathématiques
- Numérique et sciences informatiques
- Physique-chimie
- Sciences de la vie et de la Terre
- Sciences économiques et sociales

Il enseigne de nombreuses langues, des LV1 (anglais et espagnol), des LV2 (allemand, anglais, chinois, espagnol, italien) mais aussi des LV3 optionnels (allemand, chinois, italien). Il existe aussi dans le lycée deux sections européennes, permettant de suivre certains cours dans des langues étrangères, en l'occurrence anglais ou espagnol. 

#### Technologique
Du côté des formations technologiques, le lycée propose plusieurs parcours, dont les bacs ST2S, STL (avec le choix d'une spécialisation entre  biotechnologies et sciences physiques et chimiques en laboratoire) et STMG (avec en terminale une spécialisation entre gestion et finance, mercatique (marketing) et ressources humaines et communication). 

##### Professionnel
En plus de ces formations, le lycée possède aussi une partie professionnelle, avec l'enseignement d'une seconde professionnelle métiers de la gestion administrative, du transport et de la logistique, et les bacs professionnels : 
- Accompagnement, soins et services à la personne (ASSP)
- Animation enfance et personnes âgées (AEPA)
- Assistance à la gestion des organisations et de leurs activités (AGOrA)

Un CAP employé technique de laboratoire (ETL) est aussi dispensé par le lycée. 

#### Classement
Le lycée est classé 23e dans le classement des meilleurs lycées de Haute-Garonne par l'internaute. 
| Années                               | 2015  | 2016  | 2017  | 2018  | 2019 | 2020  | 2021  | 2022  |
| ------------------------------------ | ----- | ----- | ----- | ----- | ---- | ----- | ----- | ----- |
| Taux d'admission série général       | 96,88 | 95,08 | 94,96 | 97,15 | 98,7 | 99,01 | 98,71 | 97,88 |
| Taux d'admission série technologique |       |       |       |       |      |       |       | 97    |